# Булудов, Омар Фуад оглы
Омар Фуад оглы Булудов (азерб. Ömər Fuad oğlu Buludov; 15 декабря 1998, Азербайджан) — азербайджанский футболист, защитник клуба «Нефтчи». Выступал в сборной Азербайджана.

## Клубная карьера
Омар Булудов начал заниматься футболом в раннем детстве. В 2016 году подписал контракт со столичной командой «Нефтчи», но на поле в свой дебютный сезон так и не вышел. Только в сезоне 2018/2019 ему удалось зацепиться за основной состав и он сыграл 22 матча и забил 2 гола.

## Карьера в сборной
Омар начал свою международную карьеру с юниорской (U-19) сборной Азербайджана.
9 сентября 2019 года дебютировал за основную сборную Азербайджана в товарищеском матче против сборной Бахрейна.
| № | Дата           | Оппонент | Счёт | Голы | Пасы | Карточки | Минуты | Соревнование      |
| - | -------------- | -------- | ---- | ---- | ---- | -------- | ------ | ----------------- |
| 1 | 9 октября 2019 | Бахрейн  | 3:2  | —    | —    | —        | 45'    | Товарищеский матч |

Итого: сыграно матчей: 1 / забито голов: 0; победы: 1, ничьи: 0, поражения: 0.

## Статистика
Статистика выступлений в чемпионате Азербайджана по сезонам:
| № | Сезон       | Клуб     | Игр | Голов | Игр в запасе |
| - | ----------- | -------- | --- | ----- | ------------ |
| 1 | 2016 / 2017 | «Нефтчи» | 0   | 0     | 2            |
| 2 | 2017 / 2018 | «Нефтчи» | 3   | 0     | 13           |
| 3 | 2018 / 2019 | «Нефтчи» | 22  | 1     | 7            |
| 4 | 2019 / 2020 | «Нефтчи» | 5   | 0     | 3            |